# Raúl Troncoso
Raúl Troncoso Castillo (Santiago, 27 de abril de 1935-Santiago, 28 de noviembre de 2004) fue un abogado y político democratacristiano chileno, ministro del presidente Eduardo Frei Ruiz-Tagle en dos de las más relevantes carteras del gabinete.

## Familia y estudios
Era hijo de Raúl Troncoso Ovalle y Teresa Castillo Aránguiz, quien era hermana de Sergio Castillo Aránguiz, comandante en jefe del Ejército durante el gobierno de Frei Montalva, entre el 3 de mayo de 1968 y el 2 de octubre de 1969. Estuvo casado con María Josefina Keymer Aguirre, con quien tuvo cinco hijos; Raúl José, Ignacio, María Josefina, María Carolina y Diego Sebastián.
Estudió en el Colegio San Ignacio de la capital y luego leyes en la Pontificia Universidad Católica de Chile donde se destacó como un excelente alumno, atleta y futbolista.

## Carrera política

### Sus inicios
Fue militante del Partido Conservador Social Cristiano (PCSC), que luego se fusionaría con la Falange Nacional para formar el Partido Demócrata Cristiano (PDC) en el año 1957.
Llegó a ocupar la presidencia de las juventudes del PDC. Participó activamente en la campaña presidencial de Eduardo Frei Montalva en 1964, designándolo este como secretario general de Gobierno, cargo que ocupó entre el 12 de mayo de 1965 y el 4 de noviembre de 1970. Cabe señalar que en ese momento dicha unidad aún no contaba con rango de Ministerio, el que le fue conferido recién en 1976.
Terminado el gobierno del presidente Frei Montalva, Troncoso estuvo en su oficina de abogados con su camarada José Florencio Guzmán, en el sector oriente de Santiago.
Durante la dictadura del general Augusto Pinochet se mantuvo cercano a la familia Frei, llegando a ser presidente de la Fundación Eduardo Frei, tras la muerte del exmandatario, entre 1985 y 1990.
Fue miembro fundador de la Alianza Democrática, que agrupó a dirigentes de los partidos entonces ilegales que darían origen a la Concertación de Partidos por la Democracia, siendo secretario general de la misma.

### Gobiernos de la Concertación
Con la llegada de la democracia se le nombró embajador en Italia (1990-1992). Tras regresar a Chile fue director del Banco del Estado.
En 1991 estuvo a punto de morir a raíz de una embolia pulmonar que tuvo a causa de una taquicardia.
Conocido por ser uno de los hombres más cercanos a Eduardo Frei Ruiz-Tagle, fue designado ministro de Defensa en 1998 por éste y luego ministro del Interior, ocupando el cargo entre mediados de 1998 y 2000.
Como católico participó en un comité organizado por el Cardenal chileno Carlos Oviedo, destinado a buscar recursos para la preparación de la visita del papa Juan Pablo II a Cuba, a fines de los noventa.
Falleció el 28 de noviembre de 2004 a los 69 años de edad en su domicilio particular de la comuna de Vitacura producto de un cáncer gástrico que se le había detectado a fines del año 2003.